# Onthophagus taprobanus
Onthophagus taprobanus là một loài bọ cánh cứng trong họ Bọ hung (Scarabaeidae).